# Experiment de Davisson-Germer

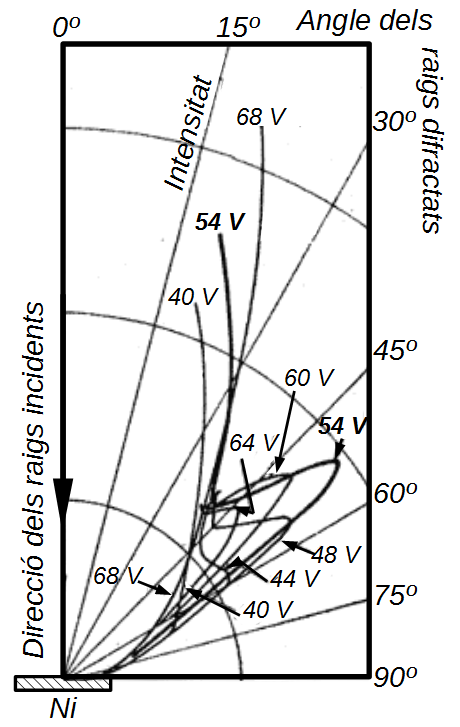
Intensitat dels electrons difractats en l'experiment de Davisson-Germer respecte de l'angle de difracció per a diferències de potencial de 40 V a 68 V dels electrons incidents perpendicularment al pla cristal·logràfic (111) d'un monocristall de níquel

L'experiment de Davisson-Germer és un important experiment realitzat el 1927 pels físics nord-americans Clinton Joseph Davisson (1881-1958) i Lester Halbert Germer (1896-1971) amb el qual demostraren que les partícules de matèria presenten característiques d'ones en determinades condicions, confirmant la hipòtesi de De Broglie del 1924 sobre la dualitat ona-partícula. L'experiment consistí a bombardejar un cristall de níquel amb un feix d'electrons; a la placa receptora hom observà, com en el cas dels raigs X, que els electrons eren difractats per la xarxa cristal·lina.

## Antecedents
A partir del 1921 Clinton J. Davisson publicà diferents articles sobre la dispersió d'electrons per cristalls de diferents metalls (níquel, alumini, platí i magnesi), juntament amb Charles Henry Kunsman. El 1925 el jove estudiant de doctorat Walter Maurice Elsasser, de la Universitat de Göttingen, comentà que la naturalesa ondulatòria de la matèria podia ser investigada mitjançant experiments de dispersió d'electrons en sòlids cristal·lins, igual que la naturalesa d'ona dels raigs X s'havia confirmat a través d'experiments de dispersió de raigs X en els sòlids cristal·lins, com els realitzats per Davisson i Kunsman. Elsässer es basà en la tesi doctoral del 1924 del físic francès Louis-Victor de Broglie, en la qual formulà la hipòtesi revolucionària que tota la matèria, com ara electrons, àtoms o molècules, presenta característiques tant corpusculars com ondulatòries i determinà la longitud d'ona associada a una partícula:

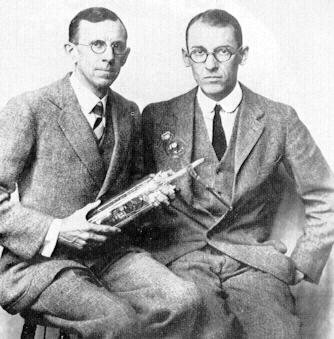
Clinton Joseph Davisson (esquerra) i Lester Halbert Germer (dreta) el 1927 amb l'aparell emprat en les seves investigacions

on λ és la longitud de l'ona associada a la partícula de massa m que es mou a una velocitat v, i h és la constant de Planck. El producte {\displaystyle mv\ \;} és també el mòdul del vector {\displaystyle {\vec {p}}}, o quantitat de moviment de la partícula.
El 1925 Clinton J. Davisson i Lester H. Germer treballaven als Laboratoris Bell de Nova York, pertanyents a la companyia de telecomunicacions nord-americana American Telephone and Telegraph (AT&T), investigant la reflexió d'electrons pels metalls. Tingueren un accident amb una làmpada que contenia un tros de níquel policristal·lí dins del buit quan caigué damunt la làmpada un flascó amb aire líquid i rompé la làmpada, quedant el níquel, que estava calent, exposat a l'oxigen de l'aire líquid que l'oxidà. Per reduir l'òxid de níquel format, i transformar-lo un altre cop en níquel, l'escalfaren suaument en un corrent d'hidrogen. Això provocà la transformació del cristall policristal·lí en monocristal·lí en diferents zones i, quan repetiren l'experiment observaren que no es donaven els mateixos resultats que abans. Aquest descobriment dugué a canviar la investigació emprant mostres de níquel monocristal·lí.
El suggeriment d'Elsässer fou comunicat per Max Born als físics reunits a Oxford en un congrés de la British Association for the Advancement of Science l'estiu del 1926, al qual assistí Clinton J. Davisson. Gràcies a aquest congrés, Davisson descobrí la importància i el significat del seu descobriment i el comentà amb Owen W. Richardson, Max Born i James Franck, els quals també li parlaren de la nova mecànica ondulatòria que havia acabat de publicar el físic Erwin Schrödinger. Amb aquesta nova informació partí cap a Nova York amb l'objectiu de demostrar la naturalesa corpuscular dels electrons.

## Experiment

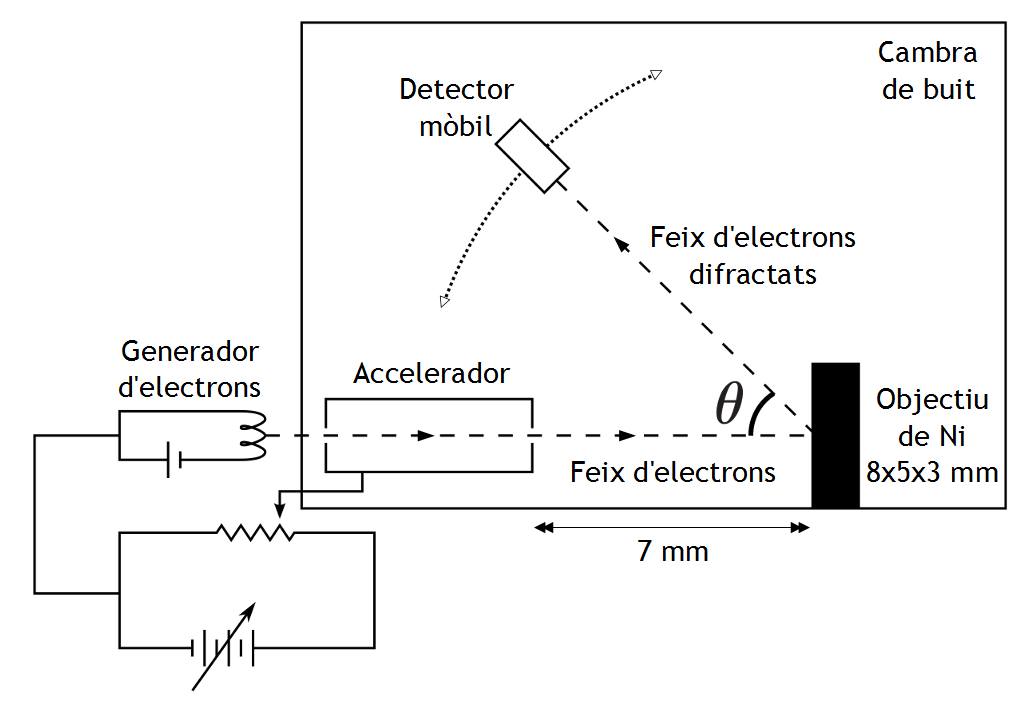
Esquema de l'aparell utilitzat per Davisson i Germer el 1927

### Aparell
L'aparell emprat per Davisson i Germer constava d'un canó d'electrons que es generaven per efecte termoiònic en una cinta de tungstè escalfada per l'efecte Joule. Una vegada emesos, els electrons passaven a una petita cambra on eren accelerats mitjançant una diferència de potencial de desenes de volts (entre 15 V i 350 V). El feix així accelerat, d'1 mm de diàmetre, es dirigia cap a un monocristall de níquel situat a 7 mm de la sortida dels electrons, els quals hi impactaven verticalment. L'objectiu era un monocristall de níquel de 8 mm × 5 mm × 3 mm, que podia ser girat sobre l'eix d'incidència del feix d'electrons. El níquel té una estructura cristal·lina de tipus cúbica centrada en la cara. La cara que rebia el feix d'electrons de forma perpendicular era paral·lela al pla cristal·logràfic definit per l'índex de Miller (111).
Els electrons eren difractats pel níquel i sortien amb un cert angle que podia ser determinat mitjançant un detector, constituït per una doble gàbia de Faraday i un galvanòmetre que podia rotar entre 20° i 90° respecte de la direcció del feix incident, al mateix temps que mesurava la intensitat del feix d'electrons. Ambdós feixos es movien dins una cambra on s'havia fet el buit a una pressió entre 2 × 10–6 mm Hg i 3 × 10–6 mm Hg.

### Observacions

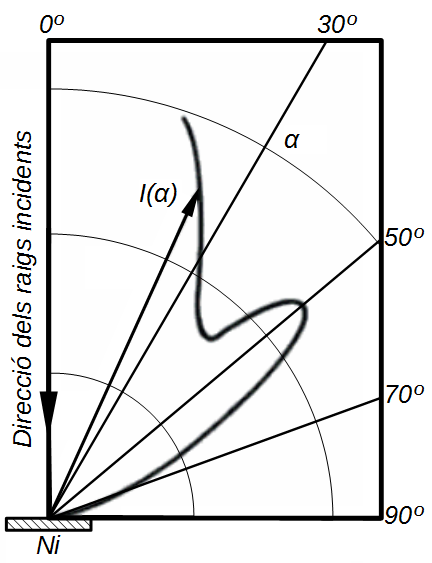
Intensitat dels electrons difractats per a un voltatge de 54 V i llançats perpendicularment contra el pla cristal·logràfic (111) respecte de l'angle de difracció (coordenades polars).

Davisson i Germer observaren que quan feien incidir els electrons accelerats sobre la superfície de níquel es produïen màxims d'intensitat que no es podien explicar considerant l'electró com una partícula que xoca contra una superfície plena d'àtoms de níquel esfèrics, els quals haurien de dispersar els electrons en totes direccions. El màxim més intens s'assolia accelerant els electrons amb una diferència de potencial de {\displaystyle \triangle V=54\;V} contra el cristall de níquel orientat amb capes d'àtoms perpendiculars a la direcció d'incidència. En aquest cas concret es produïa una difracció per reflexió dels electrons amb un màxim d'intensitat a {\displaystyle \alpha =50^{\circ }} de la direcció d'incidència.

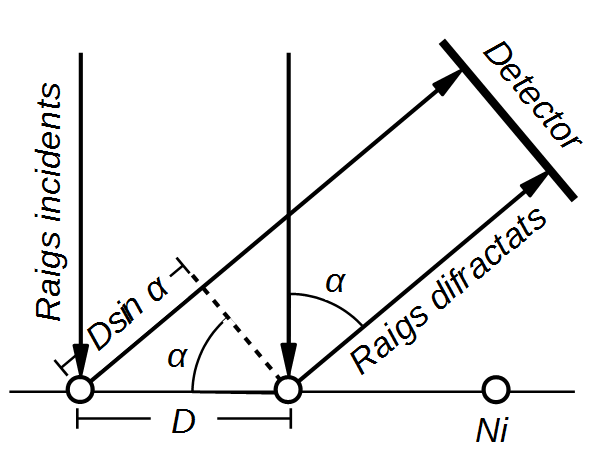
Esquema de la difracció d'electrons en la superfície d'un cristall de Ni

Tanmateix el fenomen observat era semblant a la difracció de raigs X sobre una superfície cristal·lina descoberta el 1912 pel físic alemany Max Von Laue amb els seus col·laboradors Paul Knipping i Walter Friedrich, cosa que li permeté determinar la naturalesa ondulatòria dels raigs X, considerats fins a aquell moment com a feixos de partícules d'alta energia. La difracció dels raigs X fou estudiada el 1913 per William Lawrence Bragg i William Henry Bragg, els quals pogueren relacionar els màxims d'intensitat amb les distàncies entre les capes d'àtoms d'un cristall.
La difracció de raigs X es produeix perquè aquesta radiació electromagnètica té longituds d'ona molt curta, entre 10 nm i 100 pm, comparables a les distàncies interatòmiques als cristalls (en el níquel aquesta és {\displaystyle D=215\;pm}). En aquest cas es produeix una dispersió d'una manera especular, per reflexió, pels àtoms del cristall, i els diferents raigs difractats interfereixen amb interferències constructives i destructives. Les primeres reforcen la intensitat del feix i les segones l'anul·len.
A l'experiment de Davisson i Germer es recullen les dades de la interferència constructiva. La condició d'interferència constructiva per a àtoms adjacents, la que produeix un màxim d'intensitat, és aquella que compleix que la diferència de camins, això és {\displaystyle D\,\sin \alpha }, de dos raigs difractats és igual a la longitud d'ona, {\displaystyle \lambda }, quan es difracten raigs X. Aplicant la mateixa condició hom pot calcular la longitud d'ona dels electrons difractats:

### Longitud d'ona dels electrons segons De Broglie

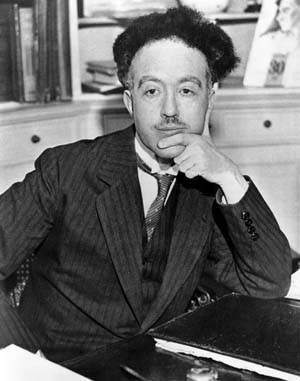
Louis-Victor-Pierre-Raymond de Broglie (1892–1987)

La fórmula que donà De Broglie per a la longitud d'ona d'una partícula de massa {\displaystyle m} que es mou a una velocitat {\displaystyle v} és:
on {\displaystyle h} és la constant de Planck que val {\displaystyle 6,626\times 10^{-34}J\cdot s}.
La velocitat {\displaystyle v} d'un electró de càrrega {\displaystyle e} i massa {\displaystyle m}, accelerat per una diferència de potencial {\displaystyle \triangle V} es pot deduir a petites velocitats, això és, sense considerar efectes relativistes, a partir d'igualar el treball elèctric {\displaystyle W_{AB}=-e\,\triangle V} i la variació d'energia cinètica entre l'inici i el final, {\displaystyle \triangle K_{AB}=K_{B}-K_{A}}. Com que els electrons s'acceleren des del repòs és {\displaystyle v_{A}=0} i tenim:
Igualant aquesta expressió al treball elèctric queda:
Com que la càrrega de l'electró és negativa podem escriure finalment que:
La longitud d'ona de De Broglie serà:
Si se substitueix pels valors {\displaystyle h=6,626\times 10^{-34}J\cdot s}; {\displaystyle m=9,1\times 10^{-31}kg}; {\displaystyle e=1,602\times 10^{-19}C}; i {\displaystyle \triangle V=54\;V};
queda:
Aquest valor coincideix, dintre dels marges experimentals, amb el valor obtingut per Davisson i Germer, la qual cosa confirma la hipòtesi de De Broglie. Com també ho confirmen les dades obtingudes amb experiments amb altres voltatges i amb feixos d'electrons que incidien sobre superfícies diferents del cristall.

### Difracció per plans cristal·logràfics interns
La difracció dels electrons, de la mateixa manera que els raigs X, es produeix en certes direccions preferents que impliquen la participació de diverses capes de plans paral·lels d'àtoms de níquel dintre del cristall, ja que per la seva petita longitud d'ona els raigs X tenen la capacitat de penetrar-hi. Es compleix la fórmula de Bragg:
amb:

Esquema de la difracció d'electrons a l'experiment de Davisson-Germer. El feix incident impacte perpendicularment a la superfície del Ni i arriba a un pla cristal·logràfic amb un angle respecte de la normal (línia discontínua) i respecte del pla. El feix reflectit també ho fa amb un angle igual respecte de la normal i respecte del pla. L'angle mesurat és.

- {\displaystyle d} = distància entre dos plans cristal·logràfics;
- {\displaystyle \theta } = angle de difracció, angle entre el feix incident i la direcció cristal·logràfica o el pla del cristall que produeix la difracció;
- {\displaystyle n} = ordre de difracció (1, 2, 3…);
- {\displaystyle \lambda } = longitud d'onda dels electrons.

En l'experiència de Davisson i Germer sobre un monocristall de níquel el feix d'electrons penetren dintre del cristall i es reflecteixen en diferents plans paral·lels separats una distància {\displaystyle d=91\,pm} i amb un angle de difracció {\displaystyle \theta =65^{\circ }}. Aplicant la fórmula de Bragg al màxim de primer ordre {\displaystyle n=1} resulta:
Hom pot relacionar la distància interatòmica a la superfície del cristall, {\displaystyle D}, amb la separació entre plans cristal·logràfics, {\displaystyle d}, i l'angle {\displaystyle \alpha } entre el feix de raigs incidents i el feix de raigs difractats. La meitat d'aquest angle és igual a l'angle que forma la superfície del cristall i la direcció dels plans cristal·logràfics, ja que la reflexió del feix d'electrons compleix la llei de la reflexió (raig incident i raig reflectit formen el mateix angle amb la normal a la superfície de reflexió). Així, doncs, l'angle entre el feix incident i la normal és {\displaystyle \alpha /2}, i aquestes dues direccions són perpendiculars a la superfície del cristall i al pla cristal·logràfic respectivament, per tant aquestes formen el mateix angle {\displaystyle \alpha /2}. La relació resulta ser:
L'angle entre el feix incident i el pla cristal·logràfic, {\displaystyle \theta }, és igual a {\displaystyle {\tfrac {\pi }{2}}-{\tfrac {\alpha }{2}}}. I la fórmula de Bragg es pot posar en funció d'aquest nou angle {\displaystyle \alpha /2} i simplificar emprant la identitat trigonomètrica {\displaystyle \sin \left({\tfrac {\pi }{2}}-\beta \right)=\cos \beta }:
Si se substitueix {\displaystyle d}:
o, emprant la identitat trigonomètrica de l'angle doble {\displaystyle 2\,\sin \beta \,\cos \beta =\sin 2\beta }:
que és l'equació emprada per a demostració en el cas de reflexió a la superfície.

## Repercussions

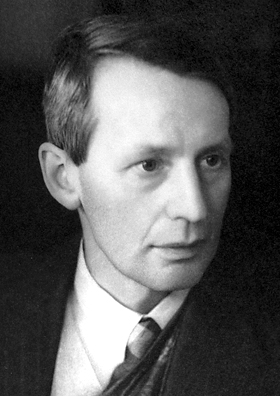
George Paget Thomson

Al mateix temps que Davisson i Germer realitzaven els seus experiments a Anglaterra George Paget Thomson, fill de Joseph John Thomson que havia descobert l'electró, realitzà experiments semblants llançant raigs catòdics contra fins fulls de diferents materials, com cel·luloide, or o platí, i fotografià en una pantalla darrera del full una sèrie d'anells concèntrics semblants als produïts per la difracció de les ones. L'explicació era que els raigs catòdics, formats per electrons, tenien un comportament ondulatori com havia predit Louis-Victor de Broglie el 1924.
Al cap de pocs anys del descobriment de la difracció d'electrons, la dualitat ona-partícula també fou demostrada per a àtoms i molècules. Àtoms d'heli i molècules d'hidrogen foren difractats en les superfícies dels plans cristal·logràfics (100) de cristalls de fluorur de liti, LIF, fluorur de sodi, NaF, i clorur de sodi, NaCl, mentre que àtoms d'hidrogen foren difractats en superfícies de LiF. La difracció de neutrons també fou observada uns anys després.
Les proves aportades sobre la naturalesa ondulatòria dels electrons foren tan convincents que el 1929, només dos anys després de la publicació dels articles, Louis-Victor de Broglie fou guardonat amb el premi Nobel de Física per haver descobert la naturalesa ondulatòria dels electrons. El 1933 Erwin Schrödinger aconseguí el premi Nobel de Física pel desenvolupament de la mecànica quàntica ondulatòria, i el 1937 Clinton Joseph Davisson i George Paget Thomson també foren guardonats amb el premi Nobel de Física pels seus descobriments, realitzats de forma independent, de difracció d'electrons en els cristalls.
Per una altra banda l'experiment de Davisson-Germer derivà en la tècnica analítica anomenada difracció d'electrons de baixa energia, la qual s'empra per a l'estudi de les superfícies dels cristalls i dels processos que tenen lloc en elles. Els electrons emprats tenen energies entre els 10 eV i 200 eV, que corresponen a longituds d'ona entre 100 pm i 400 pm. D'aquesta manera és possible estudiar només les superfícies, ja que aquests electrons només són difractats pels àtoms de la superfície, o pels més propers a ella.